# Janusz Onyszkiewicz
Janusz Adam Onyszkiewicz (n. 18 decembrie 1937, Lwów, Lwów Voivodeship⁠(d), Polonia) este un om politic polonez, membru al Parlamentului European în perioada 2004-2009 din partea Poloniei.
1. ↑  Deputații în Parlamentul European
2. ↑   https://orka.sejm.gov.pl/ArchAll2.nsf/Glowny?OpenFrameset&kad=1, accesat în 24 august 2024 Lipsește sau este vid: |title= (ajutor)